# Skrebatno
Skrebatno (maced. Скребатно) – wieś w południowo-zachodniej Macedonii Północnej, w gminie Ochryda.